# 岩田光央の超ラジ!
『Voice of A&G Digital 岩田光央の超ラジ!』（いわたみつおのちょうラジ）は、2008年4月10日から2010年9月30日まで超！A&G+で放送されていた、生放送のラジオ番組。パーソナリティは岩田光央。番組テーマは「異文化交流」。

## 放送概要
パーソナリティ
- 岩田光央

放送時間
- 2008年4月10日 - 2009年4月2日
木曜日 18:30 - 20:00（リピート放送：木曜日 24:30 - 26:00、金曜日 8:30 - 10:00、14:30 - 16:00）
- 2009年4月9日 - 4月30日
木曜日 19:30 - 21:00（リピート放送：金曜日 14:30 - 16:00、日曜日 14:30 - 16:00）
- 2009年5月7日 - 7月2日
木曜日 19:30 - 21:00（リピート放送：金曜日 14:30 - 16:00、土曜日 14:30 - 16:00）
- 2009年7月9日 - 2010年9月30日
木曜日 19:30 - 21:00（リピート放送：金曜日 14:30 - 16:00、土曜日 9:30 - 11:00）

特徴
- 超ラジ1週間の中で唯一OPジングルが無く、そのままフリートークに突入し、タイトルコールの後、すぐに喋りを再開する。
- 超ラジで最初に生電話システムを導入するなどリスナーとコミュニケーションをとっているのも大きな特徴でもある。

## コーナー
フリートーク - OP
番組開始直後にメールを寄せたリスナーに生電話をする。生電話終了後タイトルコール。
「maasage」イントロに合わせてオープニングトークをはじめる
今週のブログ写真生更新リクエスト
番組第1回目の生写真更新以降、リスナーからこんなポーズをとってほしいというリクエストに答えるコーナー。むちゃぶりポーズも可。
後述のブログ更新に対する苦情以降、第2回放送より、生放送中に写真をブログに投稿することが恒例となった。
このとき、仮にマイクを離れても岩田は話し続けている（無音継続よる放送事故への配慮のため）。
今日は何の日?
過去の今日、何があったかを、岩田が語るコーナー。岩田の自家用車のカーナビの情報も参考にしている（『岩田光央の超ラジ!公開ランスルー!?』第1回放送分などで発言）。
ふつおた・テーマメール
リスナーから寄せられたメールを紹介する。
「ふつおた」は岩田のイベントに参加したリスナーからの感想などが寄せられる
「メールテーマ」は「40's倶楽部」のテーマとは別に設定されており、「40's倶楽部」が長引き、十分紹介できないこともあれば、
メールテーマが盛り上がり次回のメールテーマへ発展することもある。
Weekly Pick Up
岩田が関心を持ったニュースを語るコーナー。コーナーテーマ曲は「テレビ三面記事 ウィークエンダー」で使われていた曲。後にテレビ三面記事のコーナーテーマ曲としても使われていた。
俺のiPod shuffle
岩田のiPodに収録された、主に20世紀の音楽をランダムに選曲し放送する。生放送中に岩田が選曲し、すぐにスタッフが探しに行く。
40's倶楽部
40代の岩田が懐かしいものから最新の流行まで、様々なテーマを取り上げる異文化交流コーナー。ゲストコーナーでもある。
通常は「あの時君は若かった」がコーナーテーマ曲として使われている。

## 過去のコーナー
イマジネーション研究所
岩田が研究所長となり、日用品でエロスを感じる方法を研究するコーナー。
リレーメッセージ
水曜日担当の飯塚雅弓からメッセージや質問を受け、返答する。
飯塚雅弓の番組卒業後は新水曜超ラジ!パーソナリティ後藤邑子からの番組PRを兼ねたメッセージが流れていた。2009年4月9日放送分で終了

## タイムテーブル
2009年6月現在
- 19:30　リスナー生電話 - オープニングトーク
- 19:37　ブログ写真生更新 - 今週のメールテーマ、40's倶楽部の内容発表（ここまでが番組としてのOP）
- 19:42　本日の1曲目（ほぼ岩田光央関連の曲が流れる。リスナーからの岩田関連楽曲リクエストも受付）
- 19:45　フリートーク - 今日は何の日? - ふつおた紹介
- 20:00　Weekly Pick Up※1
- 20:10　40's倶楽部
- 20:40　俺のiPod shuffle※2
- 20:45　今週の生メール紹介
- 20:55　エンディング

※1岩田に関連するゲストが登場する場合コーナー中止になることもある。

※2ゲスト登場時や40's倶楽部延長によってコーナー中止になることもある。

## ゲスト
| 放送回 | 放送日         | 出演者名     | 備考                                              |
| ------ | -------------- | ------------ | ------------------------------------------------- |
| 第16回 | 2008年7月24日  | 清浦夏実     |                                                   |
| 第17回 | 2008年7月31日  | 白石涼子     |                                                   |
| 第21回 | 2008年8月28日  | 戸松遥       |                                                   |
| 第24回 | 2008年9月18日  | 藤田咲       |                                                   |
| 第25回 | 2008年9月25日  | Anna         |                                                   |
| 第28回 | 2008年10月16日 | 鈴村健一     |                                                   |
| 第33回 | 2008年11月20日 | カミキリムシ | 番組リスナー                                      |
| 第35回 | 2008年12月4日  | 鷲崎健       | 金曜超ラジ!の宣伝ではなくアーティストとして登場。 |
| 第36回 | 2008年12月11日 | 山田典枝     |                                                   |
| 第37回 | 2008年12月18日 | 石川智晶     |                                                   |
| 第42回 | 2009年1月22日  | 中村優       |                                                   |
| 第44回 | 2009年2月5日   | 宮下雄也     |                                                   |
| 第45回 | 2009年2月12日  | 鈴村健一     |                                                   |
| 第47回 | 2009年2月26日  | ポアロ       |                                                   |
| 第48回 | 2009年3月5日   | 小杉十郎太   |                                                   |
| 第49回 | 2009年3月12日  | 大河元気     |                                                   |
| 第51回 | 2009年3月26日  | 鈴村健一     |                                                   |
| 第53回 | 2009年4月9日   | 金月真美     |                                                   |
| 第56回 | 2009年4月30日  | 松本梨香     |                                                   |
| 第58回 | 2009年5月14日  | 朝倉さくら   |                                                   |
| 第68回 | 2009年7月23日  | 鈴希ゆき     |                                                   |
| 第79回 | 2009年10月8日  | 鈴村健一     |                                                   |
| 第89回 | 2009年12月17日 | 神奈延年     |                                                   |
| 第99回 | 2010年2月25日  | 鈴村健一     |                                                   |

## エピソード
- 岩田はお便りの募集告知で「お便りのほか苦情も募集」と告知しているが、第1回放送より、苦情が寄せられている。主なものをあげる。
  - 公式ブログの顔がふけている（第1回） - 1ヵ月後を目処に更新される見込み（第1回放送のスタッフの発言より）。
  - 公式ブログが更新されていない（第2回） - 番組放送中に更新された。
- 放送初回から第3回放送まで、すべての回で東京地方は雨だった。『岩田光央の超ラジ!公開ランスルー!?』を含めると4回連続である。『明坂聡美の超ラジ!Girls』第3回放送冒頭で、パーソナリティの明坂聡美は「雨は岩田のせい」である旨の発言をした。
- 第3回放送で、「もっと、自身のウィキペディア記事を更新してほしい」という旨の発言をした。
- 第5回放送分より、リスナーと生電話をつなぎ会話する試みをスタートさせた。女性リスナーと電話で会話する際、最後に必ず胸のカップ数を聞くことが恒例となっている。また、女性リスナーがカップ数を応えると、岩田が「○カップですか!ごちそう様です！」と返している。
- 2008年10月2日放送の第26回は岩田自身の都合上、第25回放送分の生放送終了後に収録していた。
- 2008年11月20日放送の第33回は「WeeklyPickup」のコーナーテーマ曲が「40's倶楽部」のコーナーテーマ曲で流れてしまう事態となった。
- 2009年元日放送の第39回は番組スタッフの都合上、第38回放送分生放送終了後に収録していた。録音・録画放送にもかかわらずこの日のメールテーマにリスナーからたくさんの投稿があって感謝していた。
- 2009年1月15日放送の第41回は岩田がインフルエンザのため、鈴村健一がパーソナリティを勤めた。そのため、コーナーの一部タイトルが変更された。また、楽曲も鈴村が歌っている曲を選曲していた（「超ラジ!ドリームプッシュ」除く）。
- 2009年4月9日放送の第53回放送直前に放送時間1時間繰り下げで番組ブログの写真を楽曲や生更新用写真撮影中映像に映し出されているものにリニューアルされた。
- 2009年7月9日放送の第66回にて番組スタッフの一部人事異動に伴いこれまで「喜多村英梨の超ラジ!」プロデューサーや「森永理科のアウトローラジオ」の3代目プロデューサー担当だった高橋がこの番組へ移動してきたためスタッフの年齢はさらに上がった。（2009年7月16日放送分の第67回放送中の岩田の発言より）

## 関連番組
『岩田光央の超ラジ!公開ランスルー!?』
本放送開始前の、2008年3月30日に東京国際アニメフェア2008の文化放送ブースから公開生放送された、45分番組。番組のコンセプトなどを伝えた。